# Tour de France 2008/7. Etappe
Die 7. Etappe der Tour de France 2008 am 11. Juli war 159 Kilometer lang und verlief von Brioude nach Aurillac. Es standen drei Sprintwertungen sowie zwei Bergwertungen der 3. Kategorie, zwei Bergwertungen der 2. Kategorie und eine Bergwertung der 4. Kategorie auf dem Programm.
Insgesamt war der Rennverlauf sehr hektisch und geprägt von vielen Ausreißversuchen. Kurz nach dem Start gab es von Christophe Moreau und William Frischkorn die erste Attacke, sie wurden aber wieder eingeholt. Das Gleiche passierte mit anderen Ausreißern, die es später versuchten. Die erste Bergwertung konnte sich David Millar sichern, die zweite Jens Voigt. Dabei bildeten sich mehrmals kleine Gruppen, die aber auch keinen großen Vorsprung erreichen konnten. Ein Sturz im Hauptfeld führte zu einem Bruch des Feldes. Später bildete sich eine 25-köpfige Ausreißergruppe, vor den letzten drei Bergen eine aus Luis León Sánchez, Josep Jufré, David de la Fuente und Vincenzo Nibali. Die Bergwertungen am Col d’Entremont, am Pas de Peyrol (dem höchsten Straßenpass im Zentralmassiv) und dem Côte de Saint-Jean-de-Donne gewann jeweils David de la Fuente, der sich damit das Gepunktete Trikot sicherte. Das Ziel in Aurillac wurde auf einer 1100 Meter langen und 7 Meter breiten Zielgeraden erreicht. Dort sicherte sich Sánchez den Etappensieg, der sich 4 km vor dem Ziel erneut mit einer Attacke absetzen konnte. In der Gesamtwertung ergaben sich dadurch aber keine Änderungen.

## Aufgaben
- 095 Mauro Facci
- 106 John Gadret
- 121 Christophe Moreau
- 166 Lilian Jégou – Sturz mit Handgelenkbruch
- 192 Magnus Bäckstedt – Zeitlimit überschritten

## Sprintwertungen
- 1. Zwischensprint in Saint-Flour (Kilometer 46,5) (765 m ü. NN)

| Erster  | Robert Hunter | 6 Pkt. |
| Zweiter | Óscar Freire  | 4 Pkt. |
| Dritter | Robbie McEwen | 2 Pkt. |
- 2. Zwischensprint in Paulhac (Cantal) (Kilometer 74) (1141 m ü. NN)

| Erster  | Óscar Freire     | 6 Pkt. |
| Zweiter | Kim Kirchen      | 4 Pkt. |
| Dritter | Wolodymyr Hustow | 2 Pkt. |
- 3. Zwischensprint in Saint-Simon (Kilometer 148) (657 m ü. NN)

| Erster  | Josep Jufré        | 6 Pkt. |
| Zweiter | Vincenzo Nibali    | 4 Pkt. |
| Dritter | David de la Fuente | 2 Pkt. |
- Zielsprint in Aurillac (Kilometer 159) (598 m ü. NN)

| Erster   | Luis León Sánchez     | 25 Pkt. |
| Zweiter  | Stefan Schumacher     | 22 Pkt. |
| Dritter  | Filippo Pozzato       | 20 Pkt. |
| Vierter  | Kim Kirchen           | 18 Pkt. |
| Fünfter  | Alejandro Valverde    | 16 Pkt. |
| Sechster | Óscar Pereiro         | 15 Pkt. |
| Siebter  | Samuel Sánchez        | 14 Pkt. |
| Achter   | Josep Jufré           | 13 Pkt. |
| Neunter  | Christian Vande Velde | 12 Pkt. |
| Zehnter  | Andy Schleck          | 11 Pkt. |
| 11.      | Juan José Cobo        | 10 Pkt. |
| 12.      | Cadel Evans           | 9 Pkt.  |
| 13.      | Riccardo Riccò        | 8 Pkt.  |
| 14.      | Matteo Carrara        | 7 Pkt.  |
| 15.      | Denis Menschow        | 6 Pkt.  |
| 16.      | Fränk Schleck         | 5 Pkt.  |
| 17.      | Stijn Devolder        | 4 Pkt.  |
| 18.      | Carlos Sastre         | 3 Pkt.  |
| 19.      | Tadej Valjavec        | 2 Pkt.  |
| 20.      | Bernhard Kohl         | 1 Pkt.  |

## Bergwertungen
- Côte de Fraisse, Kategorie 3 (Kilometer 11) (912 m ü. NN; 4,5 km à 4,4 %)

| Erster  | David Millar    | 4 Pkt. |
| Zweiter | Sandy Casar     | 3 Pkt. |
| Dritter | David Moncoutié | 2 Pkt. |
| Vierter | Bram Tankink    | 1 Pkt. |
- Côte de Villedieu, Kategorie 4 (Kilometer 52) (958 m ü. NN; 3,4 km à 4,4 %)

| Erster  | Jens Voigt   | 3 Pkt. |
| Zweiter | Ronny Scholz | 2 Pkt. |
| Dritter | David Millar | 1 Pkt. |
- Col d’Entremont, Kategorie 2 (Kilometer 101,5) (1210 m ü. NN; 6,5 km à 4,7 %)

| Erster   | David de la Fuente  | 10 Pkt. |
| Zweiter  | Josep Jufré         | 9 Pkt.  |
| Dritter  | Luis León Sánchez   | 8 Pkt.  |
| Vierter  | Vincenzo Nibali     | 7 Pkt.  |
| Fünfter  | Christophe Le Mével | 6 Pkt.  |
| Sechster | Kanstanzin Siuzou   | 5 Pkt.  |
- Pas de Peyrol (Puy Mary), Kategorie 2 (Kilometer 117) (1588 m ü. NN; 7,8 km à 6,2 %)

| Erster   | David de la Fuente | 10 Pkt. |
| Zweiter  | Josep Jufré        | 9 Pkt.  |
| Dritter  | Luis León Sánchez  | 8 Pkt.  |
| Vierter  | Vincenzo Nibali    | 7 Pkt.  |
| Fünfter  | Mikel Astarloza    | 6 Pkt.  |
| Sechster | Kanstanzin Siuzou  | 5 Pkt.  |
- Côte de Saint-Jean-de-Donne, Kategorie 3 (Kilometer 150) (822 m ü. NN; 1,7 km à 9,9 %)

| Erster  | David de la Fuente | 4 Pkt. |
| Zweiter | Luis León Sánchez  | 3 Pkt. |
| Dritter | Óscar Pereiro      | 2 Pkt. |
| Vierter | Leonardo Piepoli   | 1 Pkt. |